# ادگار-هانری بوتری
ادگار-هانری بوتری (انگلیسی: Edgar-Henri Boutry; ۱۲ ژانویهٔ ۱۸۵۷ – ۱ فوریهٔ ۱۹۳۸) مجسمه‌ساز، و نقاش اهل فرانسه بود.
وی همچنین برندهٔ جوایزی همچون لژیون دونور (شوالیه) و جایزه بزرگ رم شده‌است.